# 쥐자이바우
쥐자이바우(광둥어: 豬仔包, 월병: zyu1 zai2 baau1)는 중국의 홍콩과 마카오의 빵이다. 프렌치롤의 일종이며, "짧은 프랑스빵(바게트)"라는 뜻의 뒨팟바우(광둥어: 短法包, 월병: dyun2 faat3 baau1)로도 불린다. 홍콩과 마카오의 차찬텡에서 흔히 볼 수 있다. 쥐파바우와 나이야우쥐의 재료이기도 하다.

## 종류
질감에 따라 단단한 "응앙쥐자이바우(硬豬仔包, ngaang6 zyu1 zai2 baau1)"와 부드러운 "윈쥐자이바우(軟豬仔包, jyun5 zyu1 zai2 baau1)"로 나누기도 하며, 맛에 따라 달콤한 "팀쥐자이바우(甜豬仔包, tim4 zyu1 zai2 baau1)"와 짭조름한 "함쥐자이바우(鹹豬仔包, haam4 zyu1 zai2 baau1)"로 나누기도 한다.

## 사진

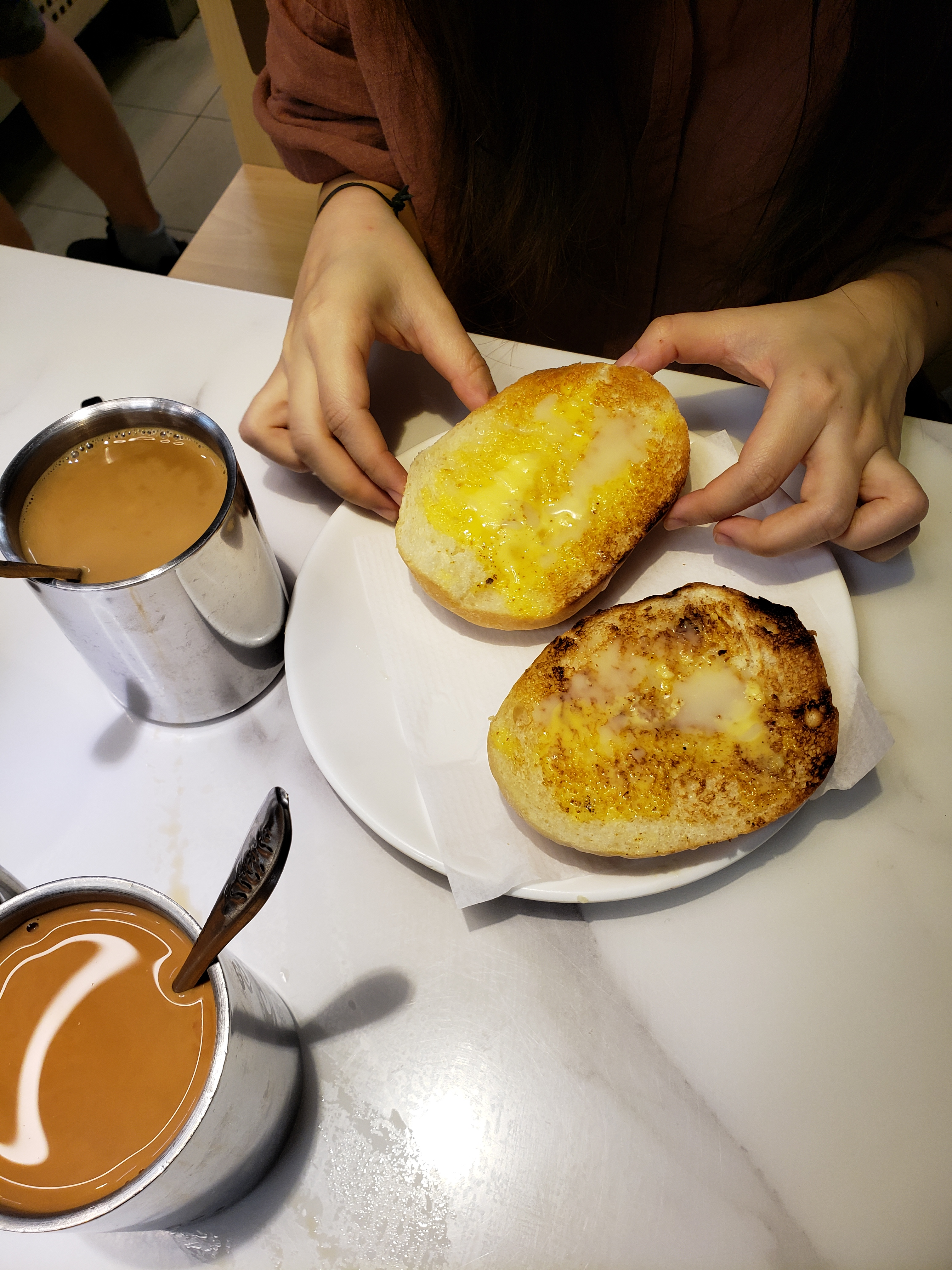
나이야우쥐
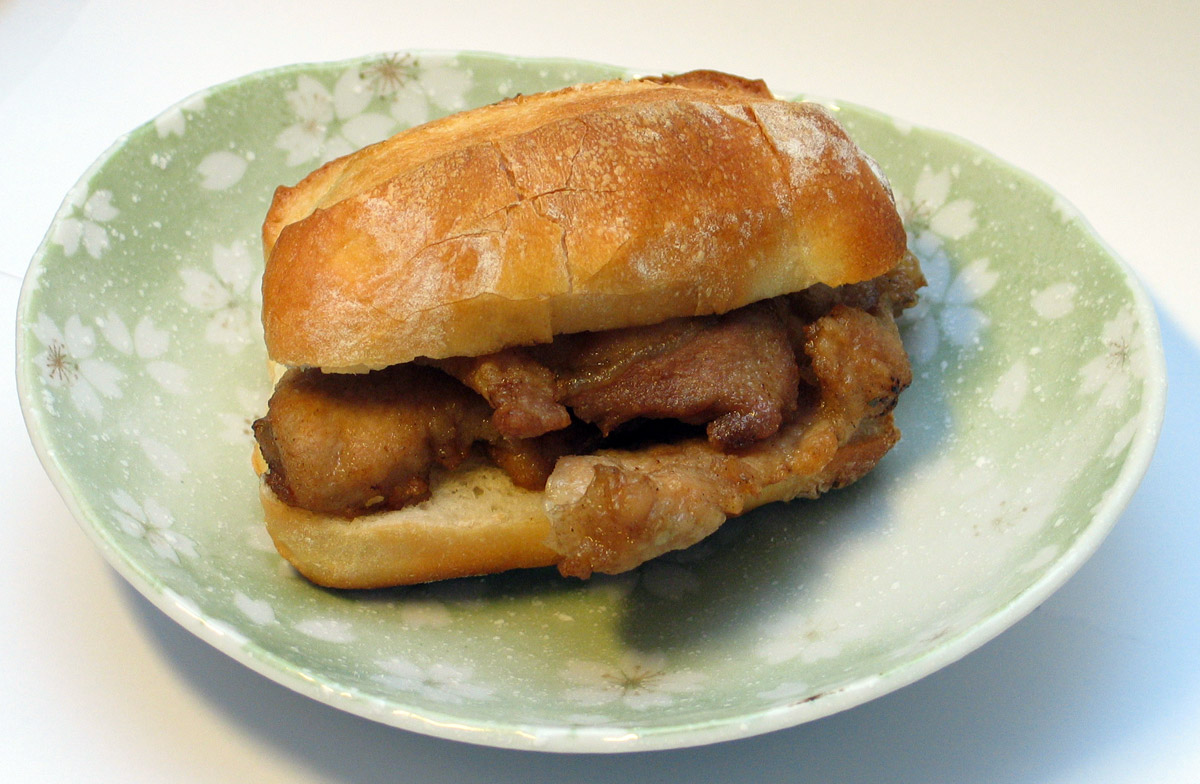
쥐파바우
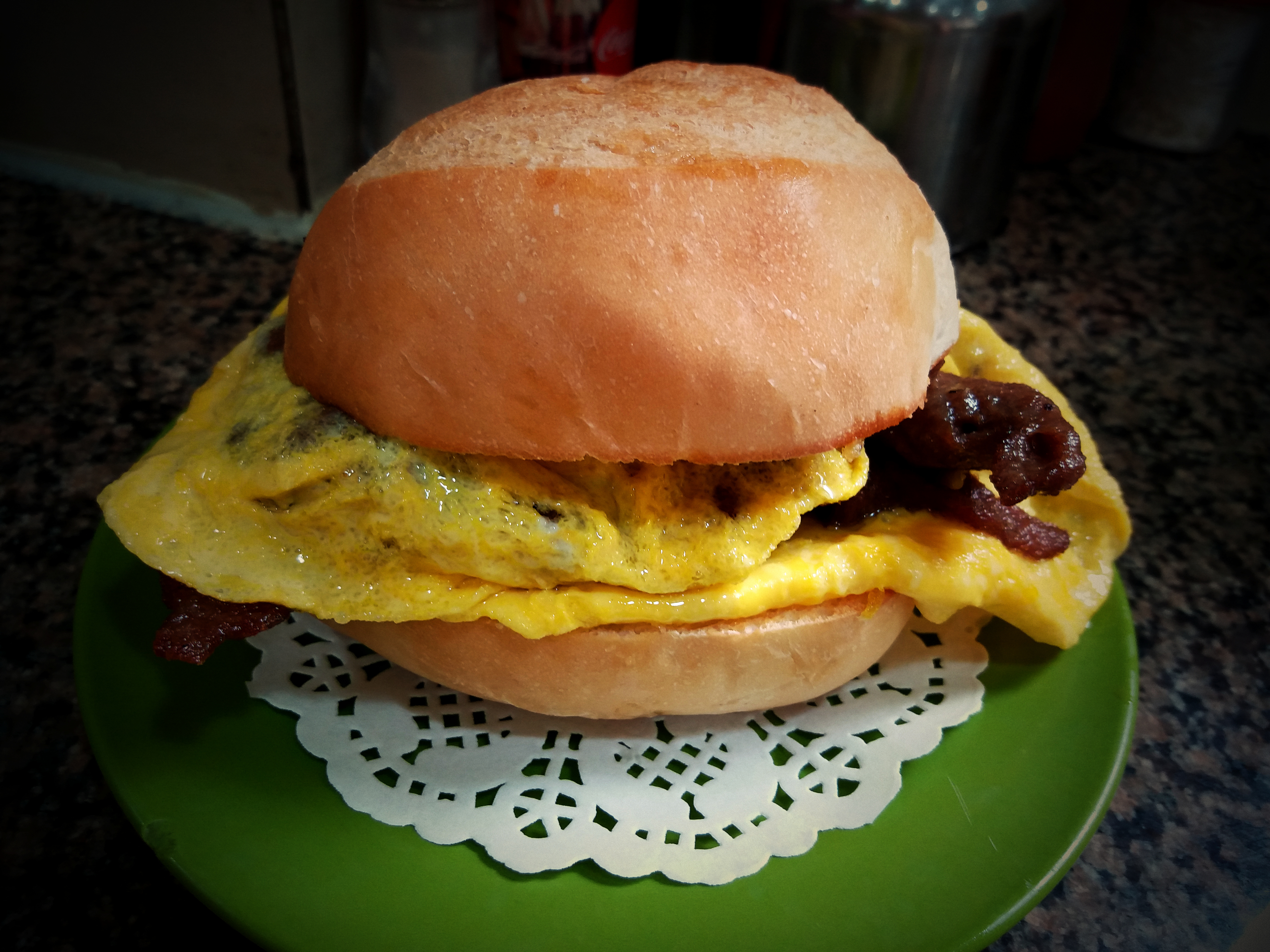
쇠고기 달걀 쥐자이바우

## 같이 보기
- 프렌치롤